# حلة (آنية)

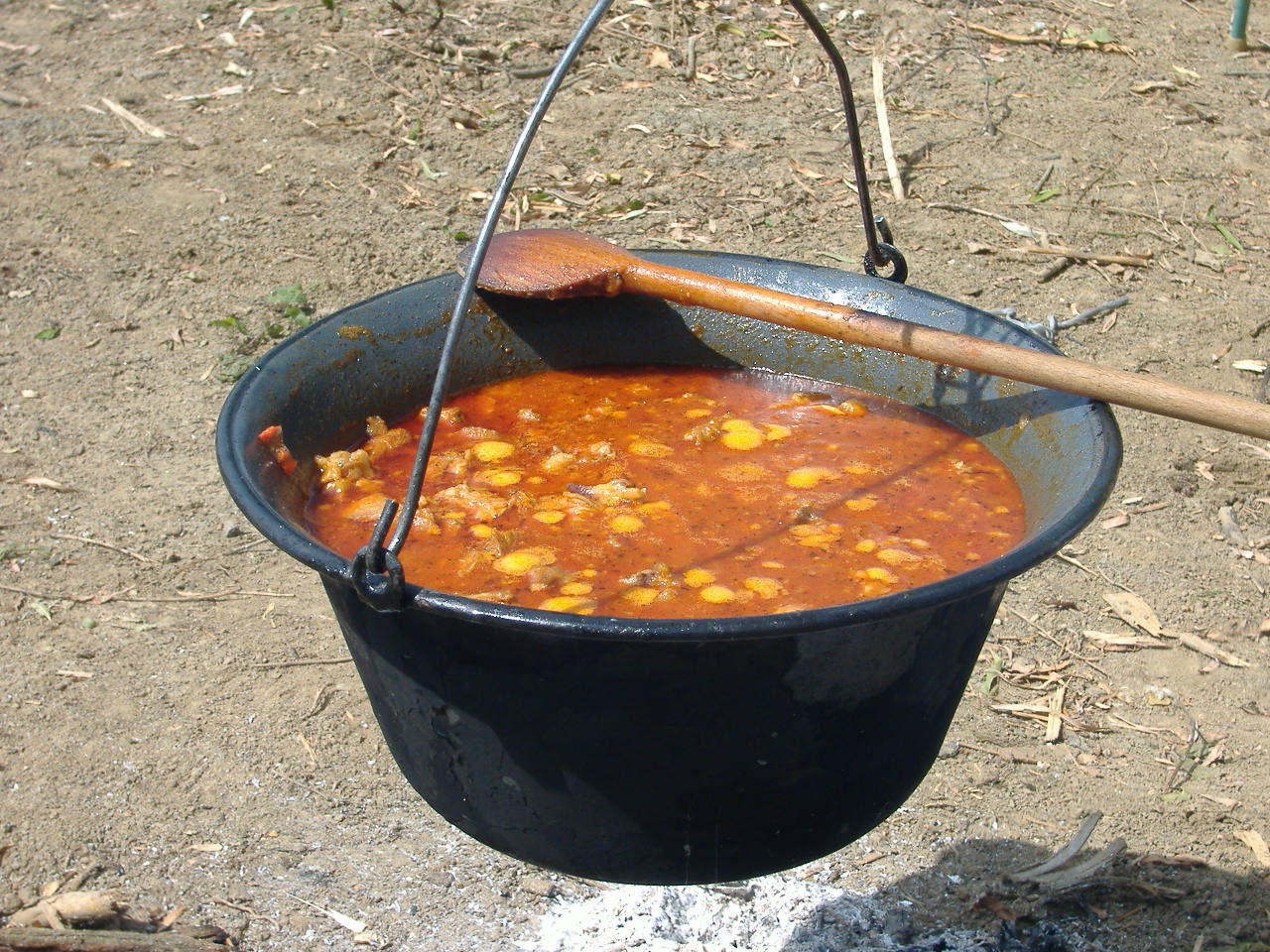
الجولاش المجري في "بوغراتش" (مرجل) تقليدي

الحَلَّة قدر كبير يُطهى فيها الطعام أو يُغلى على نار مفتوحة، مع غطاء وغالبا ما يكون مع حمَّالات على شكل قوس و / أو مقابض أو أقدام متكاملة.

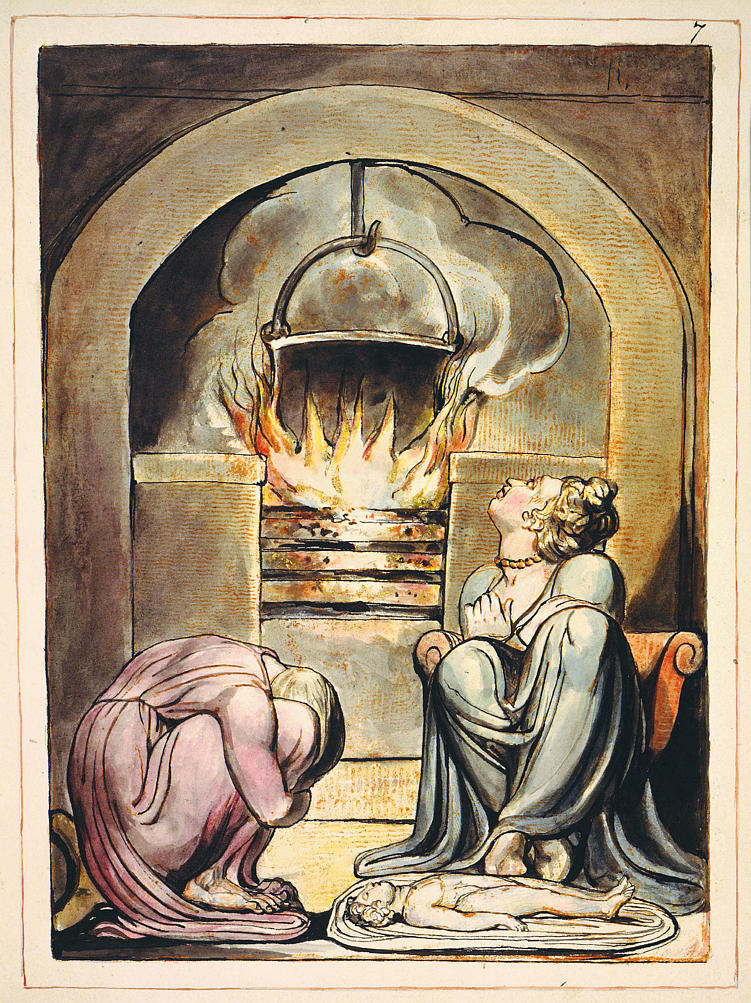
حلة على نار لويليام بليك لأوروبا الأسطورية نبوءة نُشرت لأول مرة عام 1794، موجودة متحف فيتزويليام

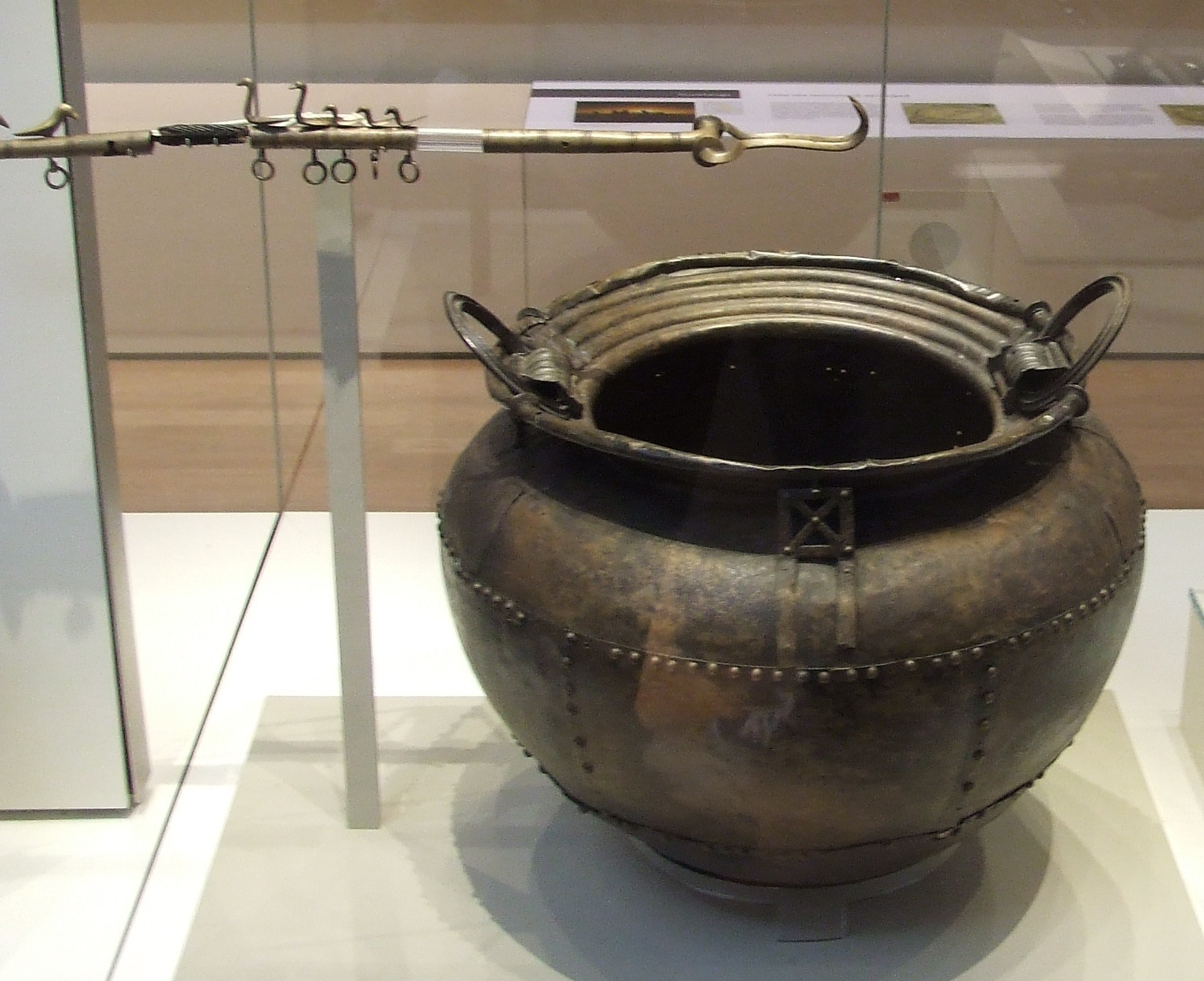
حَلَّة من العصر البرونزي ، وخطاف لحم ، مصنوع من صفيحة برونزية